# توم المتكلم والأصدقاء
توم المتكلم والأصدقاء (بالإنجليزية: Talking Tom and Friends)‏ (المعروف أيضاً باسم الأصدقاء المتكلمون (بالإنجليزية: Talking Friends)‏ حتى أواخر عام 2014)، هي علامة تجارية تم إنشاؤها وامتلاكه من طرف شركة آوت فيت 7. وتركز العلامة التجارية على تطبيقات الهاتف المختلفة التي تضم شخصيات لحيوانات مُجسَّمة تُكرِّر الأشياء التي قالها المُستخدِم. التطبيق الأول هو توم القط المتكلم (Talking Tom Cat) الذي تم إطلاقه في يوليو 2010. بدءاً من فبراير 2019، حقَّقت التطبيقات أكثر من 9 مليارات عملية تنزيل.

## وصلات خارجية
- الموقع الرسمي